# Campeonato Maranhense de Futebol de 1971
O Campeonato Maranhense de Futebol de 1971 foi a 50º edição da divisão principal do campeonato estadual do Maranhão. O campeão foi o Ferroviário que conquistou seu 3º título na história da competição. O artilheiro do campeonato foi Riba, jogador do Maranhão, com 9 gols marcados.

## Premiação
| Campeonato Maranhense de 1971   |
| São Luís                        |
| ------------------------------- |
| Ferroviário Campeão (3º título) |